# Coeficiente binomial

Os coeficientes binomiais podem ser arranjados para formar um Triângulo de Pascal.

O coeficiente binomial, também chamado de número binomial, de um número n, na classe k, consiste no número de combinações de n termos, k a k. O número binomial de um número n, na classe k, pode ser escrito como:
{\displaystyle {n \choose k}={\frac {n!}{k!(n-k)!}}={\frac {n(n-1)(n-2)\cdots (n-k+1)}{k!}}}

## Propriedades

### Termos complementares
- {\displaystyle {n \choose k}={n \choose n-k}}

Neste, caso, {\displaystyle k} e {\displaystyle n-k} são chamados termos complementares. Por exemplo:
- {\displaystyle {17 \choose 11}={17 \choose 6}}

Neste caso, 11 e 6 são termos complementares.

### Relação de Stifel
- De acordo com a relação de Stiffel:

{\displaystyle {n-1 \choose k-1}+{n-1 \choose k}={n \choose k}}

## Coeficiente binomial e oTriângulo de Pascal

Triângulo de Pascal mostrando os coeficientes binomiais

O coeficiente binomial é muito utilizado no Triângulo de Pascal, onde o termo na linha n e coluna k é {\displaystyle {n-1 \choose k-1}}